# Augustus Henry Mounsey
Sir Augustus Henry Mounsey KCMG  (* 1834; † 10. April 1882 in Bogotá) war ein britischer Diplomat.

## Leben
Mounseys Vater war der vierte Sohn von George G. Mounsey aus Castletown in Cumberland (heute ein Ortsteil von Penrith).
Er besuchte seit 1849 die Rugby School.
Augustus Henry Mounsey wurde am 10. Februar 1876 als Botschaftssekretär nach Yedo (Tokyo) und am 22. Juli 1878 nach Athen entsandt. Von 1881 bis zu seinem Tod diente er als britischer Ministerresident und Generalkonsul in Kolumbien.

## Veröffentlichungen
- A journey through the Caucasus and the interior of Persia, Smith, Elder & co., 1872, 336 S.
- Augustus Henry Mounsey: The Satsuma Rebellion, an Episode of Modern Japanese History. J. Murray, 1879 (archive.org).
- Report by Mr. Augustus Henry Mounsey, Secretary of Legation, on the finances of Greece, dated Athens, December 22, 1879, in 'Reports by HM's Secretaries of Embassy and Legation.' Part I. 1880. 8. London, 1880.